# CNOT6
CNOT6‏ (CCR4-NOT transcription complex subunit 6) هوَ بروتين يُشَفر بواسطة جين CNOT6 في الإنسان.